# Перифітон

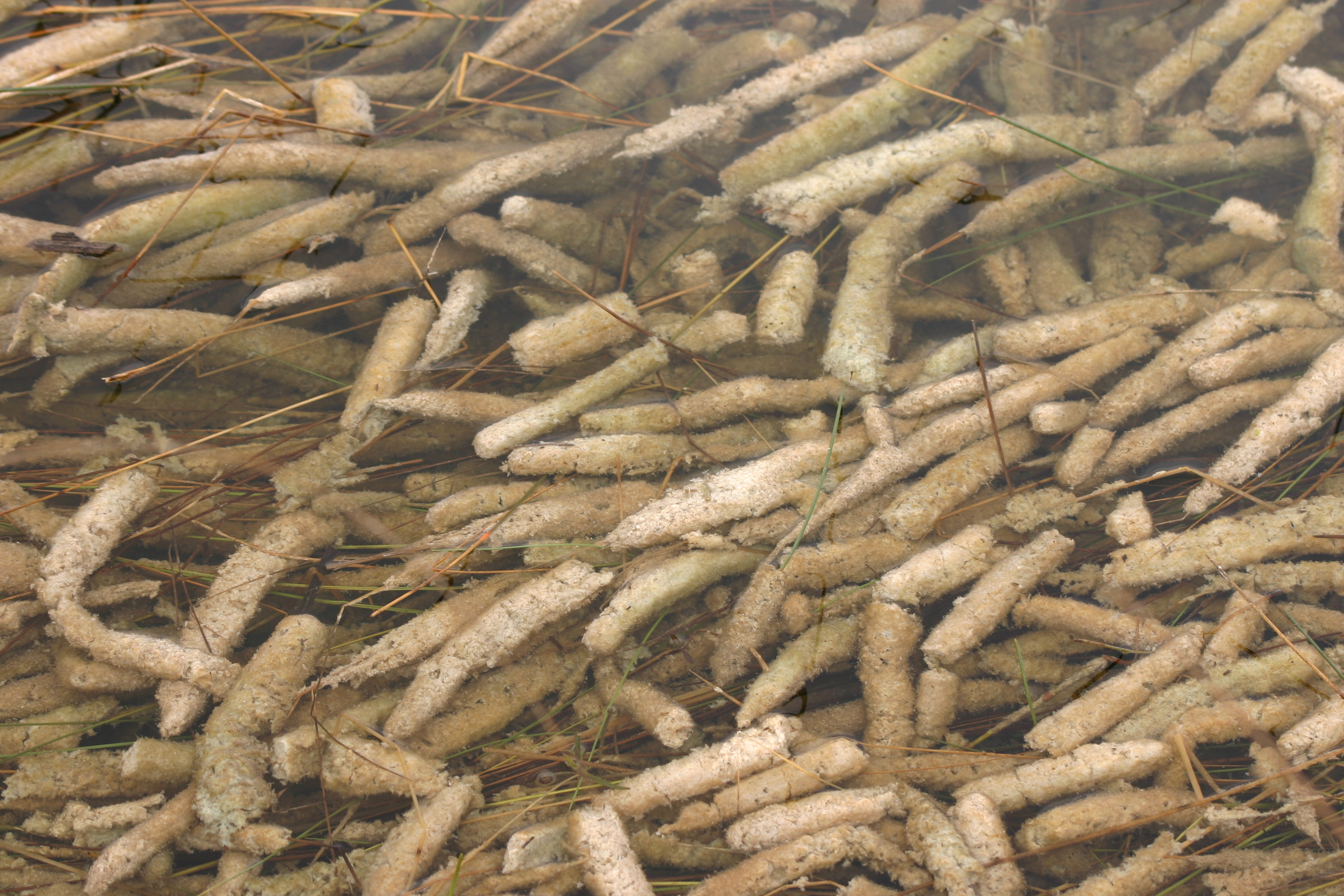
Перифітон в Еверглейдсі.

Перифітон — сукупність організмів, що заселяють щільні субстрати (підводні частини суден, гідротехнічних споруд, рослин та ін.), які знаходяться у воді. До складу перифітону входять бактерії, найпростіші, гриби, водорості, черви, ракоподібні, двостулкові молюски та ін. Термін було запропоновано А. Л. Бенінгом 1924 року. Підставою для виділення угруповання було безпосередньо походження субстрату, на якому розвивались організми. Бенінг, ввівши цей термін, відділив обростання від донних угруповань. 
На сьогодні під перифітоном розуміють ширше поняття, до якого відноситься угруповання організмів, що мешкають на межі фаз: твердої та рідкої та існують у межах певного біотопу (деякі бентосні організми також можна віднести до перифітону, де вони зустрічаються, і навпаки, чого не зробив Бенінг).